# Frank Elegar
Frank Elegar, né le 3 décembre 1986 à New York, est un joueur américain, originaire des Îles Vierges des États-Unis naturalisé guyanien de basket-ball. Il évolue aux postes d'ailier fort et de pivot.

## Palmarès

### En club
- Champion d'Estonie 2013, 2014
- CentroBasket 2006 et 2008

### Distinctions personnelles
- All-Estonian League en 2013 et 2014.
- Meilleur rebondeur de la VTB United League en 2014, 2015 et 2017.